# Seymour Johnson Air Force Base

i7
i11
i13
Die Seymour Johnson Air Force Base (auch Seymour Johnson AFB) ist ein Militärflugplatz der United States Air Force in der Nähe der Stadt Goldsboro in Wayne County im Bundesstaat North Carolina im Südosten der Vereinigten Staaten. Gegründet wurde die Basis 1942 als Trainingszentrum. Heute sind dort Teile des Air Combat Command (ACC) und eine Einheit der Air Force Reserve Command unter Kommando des Air Mobility Command (AMC) stationiert.
Benannt wurde der Flughafen nach Seymour Johnson, einem Testpiloten der US Navy der bei einem Absturz ums Leben kam. Er war nie Mitglied der Air Force.

## Stationierte Einheiten
- 4th Fighter Wing
- 916th Air Refueling Wing